# Улла (река)
У́лла (бел. У́ла) — река в Витебской области Беларуси, левый приток Западной Двины.
Длина — 123 км, площадь бассейна — 4090 км², средний расход воды в устье — 25,4 м³/с.
Река вытекает из Лепельского озера в Лепеле (высота истока — 145,2 м над уровнем моря), протекает по Верхнеберезинской низменности, Чашникской равнине и Полоцкой низменности, впадая в Западную Двину у агрогородка Улла.
Ширина реки около 30 м, местами до 50 м, пойма до 100 м, в низовьях до 400 м. Основные притоки — Лукомка, Усвейка, Свечанка (справа), Хотинка (слева).
На реке расположены такие населённые пункты, как Бочейково, Промыслы, Чашники, Лепель, Улла и т. д.
Является частью неиспользуемой Березинской водной системы.

## Гидроним
Гидроним Улла объясняется с помощью финно-угорских географических терминов, среди которых: коми уль — «влажный, мокрый, сырой»; коми ёль — «лесной ручей», «речка»; мордовское слово ёв — «река», «вода»; хантыйское ел — «родник».

## Исторические сведения
В Ливонскую войну в 1564 году близ реки, возле селения Чашники, войска Великого княжества Литовского разбили русские войска, во время сражения погиб воевода Пётр Иванович Шуйский. В истории это сражение известно, как битва на Улле (битва при Чашниках).